# منتخب بولينزيا الفرنسية لكرة اليد للناشئين
منتخب بولينزيا الفرنسية لكرة اليد للناشئين هو ممثل بولينزيا الفرنسية الرسمي في المنافسات الدولية في كرة اليد للناشئين
.